# Élections générales uruguayennes de 1971

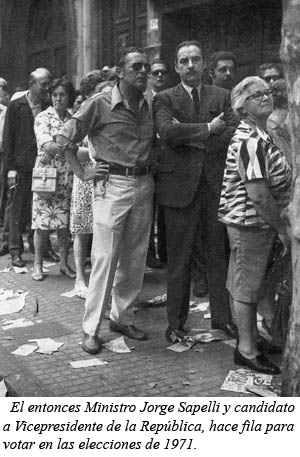
Le ministre du moment Jorge Sapelli, candidat à la vice-présidence de la République, faisant la queue pour voter.

Les élections générales uruguayennes de 1971 se déroulèrent dans un contexte de crise économique, sociale et politique qui affectait l'Uruguay, culminant un an et demi plus tard dans le coup d'État de juin 1973. Outre les deux partis traditionnels, le Parti colorado et le Parti blanco, une coalition de gauche, le Front large, s'était formée, avec comme candidat à la présidence le général Líber Seregni, qui avait démissionné en 1969 de l'armée en protestation contre l'autoritarisme du président Jorge Pacheco Areco.
La présidentielle, entachée de fraudes multiples, fut remportée le 28 novembre 1971 par Juan María Bordaberry (colorado), avec 40,3 % des voix contre 40,1 % pour le candidat blanco, Wilson Ferreira Aldunate, tandis que le Front large (coalition de gauche tout juste créée) remporte 18,6 % des voix. 1 878 132 électeurs étaient appelés à se prononcer, la participation s'élevant à 88,6 % (1 664 119), le vote étant obligatoire depuis la  réforme constitutionnelle de 1996 (es).
D'autre part, en nombre absolu de voix, Wilson Ferreira avait obtenu plus de voix que Bordaberry (près de 440 000 contre environ 380 000). Cependant, en raison de la ley de lemas régissant le système électoral uruguayen, Bordaberry gagnait: en effet, cette forme de scrutin majoritaire à un seul tour conduit à additionner les suffrages obtenus par les différentes listes (apparentées) d'un parti et à accorder la victoire au parti ayant obtenu le plus de voix; au sein de ce parti, c'est la liste ayant obtenu le plus de voix par rapport aux autres de son parti qui remporte l'élection présidentielle.
En d'autres termes, en réunissant toutes les listes de chaque parti, le Parti colorado avait obtenu plus de voix que le Parti blanco (681 624 contre 668 822), mais la liste de Wilson Ferreira (« wilsoniste ») avait, de façon isolée, remporté plus de voix que celle de Bordaberry. 
Concernant les parlementaires, la ley de lemas instituait une sorte de scrutin proportionnel plurinominal (plusieurs postes sont à pourvoir, contrairement à la présidentielle). Sur un total de trente sénateurs, le Parti colorado en obtint ainsi treize ; les Blancos douze, et le Front large cinq. Et sur 99 députés, les Colorados en eurent 41, les Blancos 40, et le Front large 18. Malgré la défaite de la coalition de gauche, c'était la première fois que la gauche uruguayenne obtenait un tel succès.

## Les candidatures «colorada»: Bordaberry et les autres
Au sein du Parti colorado, l'Union nationale réélectionniste (es), qui milite pour une réforme constitutionnelle afin de permettre à Pacheco Areco de briguer un second mandat, présente néanmoins Juan María Bordaberry comme candidat présidentiel, flanqué de Jorge Sapelli comme colistier, aux élections de novembre 1971, au cas où la réforme constitutionnelle serait rejetée.
D'autres tendances « coloradas » présentent des candidats, dont notamment Jorge Batlle, avec comme colistier Renán Rodríguez, et Amílcar Vasconcellos, avec comme colistier Manuel Flores Mora. La liste 15 de Batlle avait en général appuyé le gouvernement de Pacheco, tandis que la liste minoritaire de Vasconcellos et Flores Mora était plus centriste, ces derniers ayant refusé de quitter le Parti colorado comme l'avait fait Zelmar Michelini, qui s'était intégré au Front large.

## Les candidatures «blanca»: Wilson Ferreira et les autres
Le Parti blanco présente lui aussi plusieurs listes électorales, avec Wilson Ferreira Aldunate sur la liste Pour la patrie, qui devient la première tendance du parti. Ferreira proposait un programme réformiste important. La candidature rivale la plus importante est celle du militaire d'extrême-droite Mario Aguerrondo, accompagné de Alberto Héber Usher, président du Conseil national du gouvernement en 1966-67.

## La campagne électorale
La campagne électorale est marquée par la crise économique et sociale, ainsi qu'un affrontement politique important, avec notamment l'activité de la guérilla des Tupamaros, qui ont toutefois baissé le ton lors de la campagne dans le cadre de leur « soutien critique » au Front large, matérialisé notamment par la création du Mouvement du 26 mars, tandis que les escadrons de la mort organisent des attentats, tentant notamment d'assassiner le candidat du Front, le général Líber Seregni. Le Front large, qui présentait un programme similaire à celui de l'Unité populaire chilienne, ayant mené Salvador Allende à la victoire, réunissait du Parti communiste (PCU) au Parti démocrate chrétien (PDC), en passant par des dissidents des partis traditionnels, dont la liste 99 (Pour le gouvernement du peuple) de Zelmar Michelini (assassiné en 1976), et des groupes plus radicaux (Mouvement révolutionnaire oriental, etc.).
Le 14 novembre 1971, quelques jours avant l'élection, l'agent de la CIA Philip Agee, qui avait travaillé de 1964 à 1966 en Uruguay, envoie une lettre à l'hebdomadaire Marcha, publiée le 26 novembre 1971 sous le titre « La CIA en Uruguay », rendant publique sa démission de l'agence . Cette lettre avait pour objectif d'alerter l'opinion publique sur de possibles manipulations électorales et politiques de l'agence américaine contre le Front large.

## Le plébiscite constitutionnel
Les électeurs eurent aussi à se prononcer sur un référendum-plébiscite visant à réformer la Constitution afin de permettre la réélection immédiate de Jorge Pacheco Areco. Pour être réussi, ce plébiscite qui aurait immédiatement reconduit à la présidence Areco - annulant de ce fait l'élection présidentielle tenue au même moment -, il devait réunir la majorité des suffrages, supérieure à 35 % des électeurs de droit, ce qui équivalait à 832 060 suffrages. De fait, seul le secteur « pachéquiste » à l'intérieur du Parti colorado, qui présentait par ailleurs la candidature de Bordaberry en cas d'échec de ce plébiscite, était logiquement amené à voter « OUI » à ce plébiscite. Avec 491 680 suffrages, soit 29,55 % des électeurs « de jure », cette option fut rejetée.

## Victoire de Bordaberry dans un contexte de fraudes
Bordaberry est élu président avec 40,3 % des voix contre 40,1 % pour le candidat blanco, Wilson Ferreira Aldunate, tandis que le Front large (coalition de gauche tout juste créée) remporte 18,6 % des voix. Les élections sont néanmoins entachées de fraudes nombreuses, organisées notamment à l'instigation de la junte militaire brésilienne, dirigée par le général Emílio Garrastazu Médici, avec le soutien passif de Richard Nixon, président des États-Unis, qui veut en effet éviter une version uruguayenne de la victoire de l'Unité populaire chilienne. Wilson Ferreira déclara alors qu'on lui avait « volé sa victoire » , tandis que la Cour électorale, qui valida l'élection en février 1972, fut qualifiée de « comité public du Parti colorado ».
Le Parti colorado avait cependant perdu du poids par rapport aux élections précédentes, ce qui l'obligea à pactiser avec les « blancos ». Les Tupamaros rompirent la trêve observée pour les élections le 1er janvier 1972 (Déclaration de Paysandú). Dans les années suivantes, l'autoritarisme et l'intervention de l'armée augmentèrent rapidement, culminant dans le coup d'État de juin 1973.

## Tableau du résultat des élections
| Parti                                       | Candidats                                       | Votes   | Pourcentage des suffrages au sein du parti | Pourcentage des suffrages sur l'ensemble des électeurs |
| ------------------------------------------- | ----------------------------------------------- | ------- | ------------------------------------------ | ------------------------------------------------------ |
| Parti Colorado                              | Juan María Bordaberry - Jorge Sapelli           | 379 515 | 55,68 %                                    | 22,81 %                                                |
| Parti Colorado                              | Jorge Batlle - Renán Rodríguez                  | 242 804 | 35,62 %                                    | 14,59 %                                                |
| Parti Colorado                              | Amílcar Vasconcellos - Manuel Flores Mora       | 48 844  | 7,17 %                                     | 2,94 %                                                 |
| Parti Colorado                              | Juan Luis Pintos - Torielli                     | 5 402   | 0,79 %                                     | 0,32 %                                                 |
| Parti Colorado                              | Juan Pedro Ribas - Gorlero                      | 4 025   | 0,59 %                                     | 0,24 %                                                 |
| Parti Colorado                              | Al lema                                         | 1 034   | 0,15 %                                     | 0,06 %                                                 |
| Parti Colorado                              | Total                                           | 681 624 | 100 %                                      | 40,96 %                                                |
| Parti blanco                                | Wilson Ferreira Aldunate - Carlos Julio Pereyra | 439 649 | 65,73 %                                    | 26,42 %                                                |
| Parti blanco                                | Mario Aguerrondo - Alberto Héber Usher          | 228 569 | 34,17 %                                    | 13,74 %                                                |
| Parti blanco                                | Fadol - Arias                                   | 35      | 00,01 %                                    | 0 %                                                    |
| Parti blanco                                | Al lema                                         | 569     | 00,09 %                                    | 00,03 %                                                |
| Parti blanco                                | Total                                           | 668 822 | 100 %                                      | 40,19 %                                                |
| Parti démocrate chrétien-Front large        | Líber Seregni - Juan José Crottogini            | 304 275 | 100 %                                      | 18,28 %                                                |
| Union radicale chrétienne                   | Daniel Pérez del Castillo - Saralegui           | 8 844   | 100 %                                      | 00,53 %                                                |
| Partido de los Jubilados y Pensionistas     | Vázquez - Rodríguez                             | 288     | 100 %                                      | 00,02 %                                                |
| Movimiento Justiciero                       | Espínola - Álvarez Varela                       | 241     | 100 %                                      | 00,01 %                                                |
| Partido Juventud por el Desarrollo Oriental | Suárez - Irujo de Grendene                      | 25      | 100 %                                      | 0 %                                                    |